# Pfaffstätt
Pfaffstätt är en ort och kommun  i Österrike. Den ligger i distriktet Braunau am Inn i förbundslandet Oberösterreich, 240 kilometer väster om huvudstaden Wien. 
Kommunen består av sex orter (Ortschaften) (inom parentes invånarantal 1 januari 2024):

- Erlach (7)
- Fludau (8)
- Kitzing (16)
- Kuglberg (109)
- Pfaffstätt (1 001)
- Sollern (141)